# Kayumangginachtzwaluw
De kayumangginachtzwaluw (Caprimulgus griseatus) is een vogel uit de familie van de nachtzwaluwen (Caprimulgidae). De soort werd in 1875 als aparte soort beschreven door Arthur Hay, maar later opgevat als ondersoort van de savannenachtzwaluw (C. affinis). Volgens onderzoek gepubliceerd in 2021 zijn er echter aantoonbare verschillen die de soortstatus rechtvaardigen.

## Verspreiding en leefgebied
De broedgebieden van de savannenachtzwaluw liggen op de Filipijnen.
De soort telt twee ondersoorten:
- C. g. griseatus:Noordelijke en Midden-Filipijnen
- C. g. mindanensis: Mindanao (Filipijnen)

## Status
De soort wordt (nog) niet als een aparte soort beschouwd door BirdLife International en heeft daarom geen vermelding op de Rode Lijst van de IUCN.